# 李宗国
李 宗国（リ・ジョングク、朝鮮語: 리종국、1954年 - ）は、朝鮮民主主義人民共和国の政治家。朝鮮労働党中央委員会委員候補。機械工業相、金属機械工業省電気機械局長などを歴任した。

## 経歴
1954年に江原道で生まれた。1999年12月に金属機械工業省電気機械局長に任命され、2003年8月27日に最高人民会議第11期代議員に選出された。2009年3月9日に実施された最高人民会議第12期代議員選挙で代議員に再選され、2012年3月に機械工業相に任命されていたことが判明した。2014年3月9日に実施された最高人民会議第13期代議員選挙で代議員に再選され、4月9日に開催された最高人民会議第13期第1回会議で機械工業相に再任された。2015年10月16日には10月4日に竣工した白頭山英雄青年発電所を金正恩第一書記が訪問し、建設関係者と記念写真を撮った際に同席した。
2016年5月9日に開催された朝鮮労働党第7次大会で朝鮮労働党中央委員会委員候補に選出されたが、2019年3月10日に実施された最高人民会議第14期代議員選挙で代議員に選出されず、4月11日に開催された最高人民会議第14期第1回会議で機械工業相を解任された。

## 参考サイト
북한정보포털
| 先代趙炳柱 | 機械工業相2012年 - 2019年 | 次代楊勝虎 |